# Жоффруа III дю Перш

Armoiries des comtes de Perche : d’argent à trois chevrons de gueules

Жоффруа III (фр. Geoffroy III; ум. 1202) — граф Перша с 1191 года, сеньор де Мулен и де Монмулен, французский полководец. Сын Ротру IV дю Перш и Матильды де Блуа-Шампань.
Сопровождал отца в третьем крестовом походе и участвовал в осаде крепости Сен-Жан д’Акр, во время которой Ротру IV был убит.
После возвращения из Святой Земли был вынужден продать аббатствам права сбора налогов с многих своих земель, чтобы поправить финансовое положение графства.
С помощью Филиппа II Августа в 1194 году отвоевал у Ричарда Львиное Сердце фьефы Мулен и Бонмулен, которые Ротру IV уступил Генриху II Плантагенету. Возглавляя французские войска, нанёс поражение англичанам, попытавшимся восстановить контроль над герцогством Нормандия. В итоге в 1200 году английский король Иоанн Безземельный отказался от притязаний на Нормандию.
В 1202 году вместе со своим братом Этьеном решил принять участие в четвёртом крестовом походе. Но незадолго до отправления умер.

## Браки и дети
Первым браком (до 1170 г.) был женат на некой Матильде, от которой сын Жоффруа, упоминаемый в 1170 и 1196 годах. 
Затем, в 1189 году, женился на Матильде Саксонской (1172—1209), дочери Генриха Льва — герцога Баварии и Саксонии, и Матильды Английской. Дети:
- Тома (погиб в битве при Линкольне 20 мая 1217), граф дю Перш
- Тибо, диакон Турского кафедрального собора.

Овдовев, Матильда Саксонская в 1204 г. вышла замуж за Ангеррана III де Куси.